# Krzysztof (Kisi)
Krzysztof, imię świeckie Sotir Kisi (ur. 10 lutego 1883 w Beracie, zm. 17 czerwca 1958) – albański biskup prawosławny, zwierzchnik Albańskiego Autokefalicznego Kościoła Prawosławnego w latach 1937–1949.

## Życiorys
W 1906 ukończył szkołę teologiczną na wyspie Chalki. Po ukończeniu szkoły rozpoczął pracę w szkole w Beracie, a następnie pełnił funkcję dyrektora gimnazjum Jovan Banka w Korczy. W 1916 wyjechał do Stambułu, gdzie został mnichem, w tym samym roku został wyświęcony na biskupa sinadzkiego, ordynariusza eparchii z siedzibą w Makriqojt k. Stambułu. Powrócił do Albanii w 1923 i w dniu 18 listopada objął godność metropolity berackiego. 21 listopada 1923, wraz z bp Hieroteuszem dokonał chirotonii Fana (Teofana) Nolego na biskupa Albańskiego Autokefalicznego Kościoła Prawosławnego. W 1929 został umieszczony w klasztorze w związku ze swoimi wypowiedziami publicznymi na temat sytuacji Kościoła w Albanii. W 1934 objął kierownictwo metropolii korczańskiej.
Po rezygnacji w maju 1936 arcybiskupa Wissariona, który do tej pory kierował Cerkwią albańską, Krzysztof zajął jego miejsce, wybrany na urząd przez Święty Synod Albańskiego Kościoła Prawosławnego na sesji 12 kwietnia 1937. Otrzymał wówczas godność arcybiskupem tirańskim i całej Albanii. Jego wybór na zwierzchnika Kościoła został zaakceptowany przez Patriarchę Konstantynopola Beniamina, co przyczyniło się do uznania przez Patriarchat Ekumeniczny autokefalii Kościoła albańskiego.
W czasie włoskiej okupacji Albanii (1939–1943) arcybiskup Krzysztof sprzeciwiał się rozbudowie struktur Kościoła unickiego, na co nalegały władze okupacyjne. W rozmowie z Francesco Jacomonim, włoskim namiestnikiem w Albanii nie zgodził się, aby w Świętym Synodzie zasiadali biskupi z Kalabrii, pochodzenia albańskiego, którzy mieli działać na rzecz zbliżenia kościoła prawosławnego i katolickiego. W konsekwencji zredukowano do minimum dotacje dla Kościoła prawosławnego. Po przejęciu władzy przez komunistów w listopadzie 1944, hierarcha został uznany przez nowe władze za osobę niepożądaną na stanowisku zwierzchnika Kościoła. Jednym z zarzutów stawianych Kisiemu był fakt jego wcześniejszych spotkań z dowódcą sił włoskich w Albanii, gen. Alberto Parianim. 25 sierpnia 1948, bez udziału arcybiskupa Krzysztofa, zebrał się Święty Synod, który podjął uchwałę o usunięciu go z urzędu. Na jego miejsce nominowany został bardziej ugodowy wobec komunistów Paisjusz (Vodica). Trzy dni później Radio Tirana poinformowało o usunięciu Krzysztofa z urzędu wraz z komentarzem, że powodem dymisji była współpraca z faszystami w okresie II wojny światowej. Skargi na Święty Synod, w których arcybiskup próbował uzasadniać nielegalność decyzji pozbawiającej go godności doprowadziły do internowania go w klasztorze św. Prokopa, w którym spędził ostatnie lata życia. Zmarł w niejasnych okolicznościach 17 czerwca 1958, dzień później został pochowany w krypcie katedry prawosławnej w Tiranie.
Imię Kisiego nosi jedna z ulic w tirańskiej dzielnicy Yzberisht.